# Georg Hauck (Politiker, 1904)
Georg Hauck (* 24. Mai 1904 in Glattbach; † 24. Oktober 1978 ebenda) war ein deutscher Politiker der CSU.

## Leben und Beruf
Hauck erlernte den Beruf des Drehers. Nach dem Ersten Weltkrieg war er mehrere Male kurzzeitig arbeitslos und verdiente seinen Lebensunterhalt mit Gelegenheitsarbeiten. 1927 wurde er in seinem erlernten Beruf bei der Firma Ultra Präzisionswerkzeug in Aschaffenburg angestellt. Dort wurde er 1939 zum Vorarbeiter und 1942 zum Drehermeister ernannt.
Daneben war Hauck gewerkschaftlich tätig, vor 1933 im freien Deutschen Metallarbeiterverband, nach dem Krieg im Bayerischen Gewerkschaftsbund.

## Politik
Hauck trat 1945 in die CSU ein. Im Juni 1945 wurde er zum Bürgermeister von Glattbach ernannt, durch Wahlen wurde er in diesem Amt bestätigt. Gleichzeitig wurde er auch in den Kreistag des Landkreises Aschaffenburg gewählt, in dem er den Fraktionsvorsitz der CSU übernahm. Bei der Landtagswahl 1946 gewann er zudem ein Mandat im ersten Bayerischen Landtag der Nachkriegszeit, dem er eine Wahlperiode lang bis 1950 angehörte. Aus dem Amt des Bürgermeisters schied er 1966 aus. Später trat er auch aus der CSU aus.
Neben Hans Centmayer war er einer von nur zwei CSU-Abgeordneten im Landtag, die für die Annahme des Grundgesetzes stimmten.